# NGC 6169
NGC 6169 ist ein Eintrag des New General Catalogue im Sternbild Winkelmaß. William Herschel beobachtete den entsprechenden Himmelsabschnitt 1834 und verzeichnete einen Sternhaufen um den Stern μ Normae.
Entdeckt wurde das Objekt am 1. Juni 1836 von John Herschel.